# This Is Acid
This Is Acid, nombre original completo: This Is Acid (A New Dance Craze) («esto es ácido / Una nueva locura de baile»), es un sencillo de acid techno del DJ de Chicago house y productor discográfico Maurice Joshua, bajo el nombre artístico de Maurice. Llegó a ser el número uno de la lista Hot Dance Club Play de Billboard en abril de 1989 y permaneció en el #1 durante dos semanas.
La canción contiene letras habladas interpretadas por el cantante masculino Hot Hands (Hula Mahone). La letra presenta al oyente el sonido acid house de Chicago.

## Versiones
La versión original de 4:56, hecha solo con una caja de ritmos Roland TR-808, sintetizador de bajos Roland TB-303, reverberación y voz, se lanzó por primera vez como una pista B junto con el sencillo I Gotta Big Dick (1988) de Maurice y Hot Hands, aunque los créditos de la letra se atribuyeron a Mahone y al productor Lidell Townsell.
Cuando la canción fue lanzada más tarde como un sencillo independiente, el nombre del artista fue cambiado a Maurice y la canción fue subtitulada como A New Dance Craze. La mayoría de las ediciones incluyeron solo remixes de Les Adams cargados de muestras, tomando la voz, agregando una pista de sintetizador de "A Day in the Life" de Black Riot, usando el sintetizador de ritmo de "Big Fun" de Inner City, numerosas muestras de los registros de Todd Terry, y el uso repetido de sirenas y gritos sexuales en el fondo. Estos lanzamientos no mencionaron a Mahone o Townsell; solo acreditaron a Joshua como el único productor y escritor, además de Les Adams y el tecladista Mike Stevens por los remixes (ambos miembros de L.A. Mix). Esta versión se incluiría más tarde en la compilación del vigésimo aniversario de Trax Records en 2006.

## Aparición en media
Joshua y Mahone realizaron This Is Acid bajo la facturación Maurice & The Posse durante una aparición en marzo de 1989 en Dance Party USA.

## Legado
This Is Acid (A New Dance Craze) fue el único sencillo exitoso de Joshua, pero llegó ganar un Grammy como productor y remezclador.
Eel dúo alemán VooDoo & Serano realizó un cover de This Is Acid en su álbum Radikal Techno 6.
La canción se puede escuchar en el videojuego Grand Theft Auto: San Andreas en la estación de radio del juego SF-UR.

## Listados de pista

### Versión original
(de Maurice Joshua con Hot Hands Hula – "I Gotta Big Dick" – Trax Records TX169):
- A1 – "I Gotta Big Dick" (6:20)
- A2 – "I Gotta Big Dick (Instrumental)" (5:23)
- B1 – "This Is Acid" (4:56)
- B2 – "Feel the Mood" (4:15)

### 12" maxi (EE.UU.)
(de Maurice – "This Is Acid (A New Dance Craze)" – Vendetta Records VE-7016):
- A1 – "This Is Acid (A New Dance Craze) (S & T Mix)" (7:22)
- A2 – "This Is Acid (A New Dance Craze) (Deep Dub)" (5:58)
- B – "This Is Acid (A New Dance Craze) (K & T Mix)" (6:24)